# Yiwaidjanska språk
De Yiwaidjanska språken utgör en språkfamilj av australiska språk som talas på Cobourghalvön i västra Arnhem Land i norra Australien.
Språkfamiljen innehåller sju språk som tillhör någon av tre grenar:
- Amaragiska språk: amarag
- Margiska språk: margu
- Yiwaidjiska språk: garig-Ilgar, iwaidja, manangkari, maung och wurrugu